# Santa Eufemia del Arroyo
Santa Eufemia del Arroyo – gmina w Hiszpanii, w prowincji Valladolid, w Kastylii i León, o powierzchni 25 km². W 2011 roku gmina liczyła 95 mieszkańców.